# 消防博物館
消防博物館（しょうぼうはくぶつかん）は、東京都新宿区四谷にある東京消防庁の歴史と活動に関する資料を展示している博物館である。四谷消防署に併設されている。1992年12月3日開館。マスコットキャラクターは「ファイアーくん」。東京消防庁消防防災資料センターとも呼ばれる。
- 所在地　東京都新宿区四谷3丁目10番地（四谷消防署が同居）
- 開館時間　9:30 - 17:00
- 休館日　毎週月曜日（祝日に当たる場合は翌日）年末年始（12月28日-1月4日）
- 入場料　無料

## 主な展示品
- 消防ヘリコプター「かもめ」（5階屋上） 1988年まで東京消防庁航空隊で現役として使用。
- 消防ヘリコプター「ちどり」（1階） 1982年まで現役として使用。
- 明治時代の馬牽き蒸気ポンプ（4階） 開館時は1階エントランスにあったが、後にリニューアル工事の際に4階に移転した。
- 消防ヘリコプター「ちどり」（3階） 2000年まで空の消防隊として活躍した。先頭部と、エンジン、テールローターを展示。

歴代の消防車
- イベコ・マギルス梯子自動車 1983年 - 2000年まで現役として使用。志村消防署配置。
- ベンツ・メッツ梯子自動車
- いすゞ・メッツ梯子自動車
- アーレンス‐フォックス消防ポンプ自動車
- ニッサン180型消防ポンプ自動車
- スタッツ消防ポンプ自動車
- マキシム消防ポンプ自動車

歴代の救急車
- トヨタ救急自動車 1988年～1996年まで現役として使用。赤羽消防署配置。

他にも、江戸時代の火消しの道具、破壊消防で防いでいた当時の技術を扱ったジオラマと人形浄瑠璃によるショーステージや、歴代の消防の変遷をまとめた展示、現代の消防と救急に関する展示、家庭での事故・防災対策をまとめた展示、自然災害とその対策を扱った映像、消防音楽隊の実際に使っていた楽器、防災アニメを見ることのできるアニメシアターや消防活動の一連の様子が見られるアニメと模型のショーステージもある。また、10階にある展望休憩室では飲食物を持ち込んでの食事ができるほか、高層住宅での災害発生時の行動をどうとるべきかの展示がある。マスコットのファイヤーくんは地下1階にあり、その近くでは地下街での災害発生時の行動をどう取るべきかの展示がある。また、企画展示を行う企画展示スペース、映画上映を行う映写室、図書室がある。
消防署が同居しているため、消防車や救急車が出動指令に応じて飛び出して行くのが見られたりもする。（ちなみに、四谷消防署の地下1階、1階、3階 - 7階、10階が博物館として利用できるが、地下2階を含めたそれ以外のフロアは消防署の業務用のスペースとなっているため利用できない。）
また、入り口には毎時00分になると音楽隊のからくり人形が動くからくりオブジェがある。

## アクセス
- 東京メトロ丸ノ内線四谷三丁目駅下車すぐ
- JR線四ツ谷駅、信濃町駅下車各駅から徒歩12分
- 都営新宿線曙橋駅下車徒歩7分

## ギャラリー

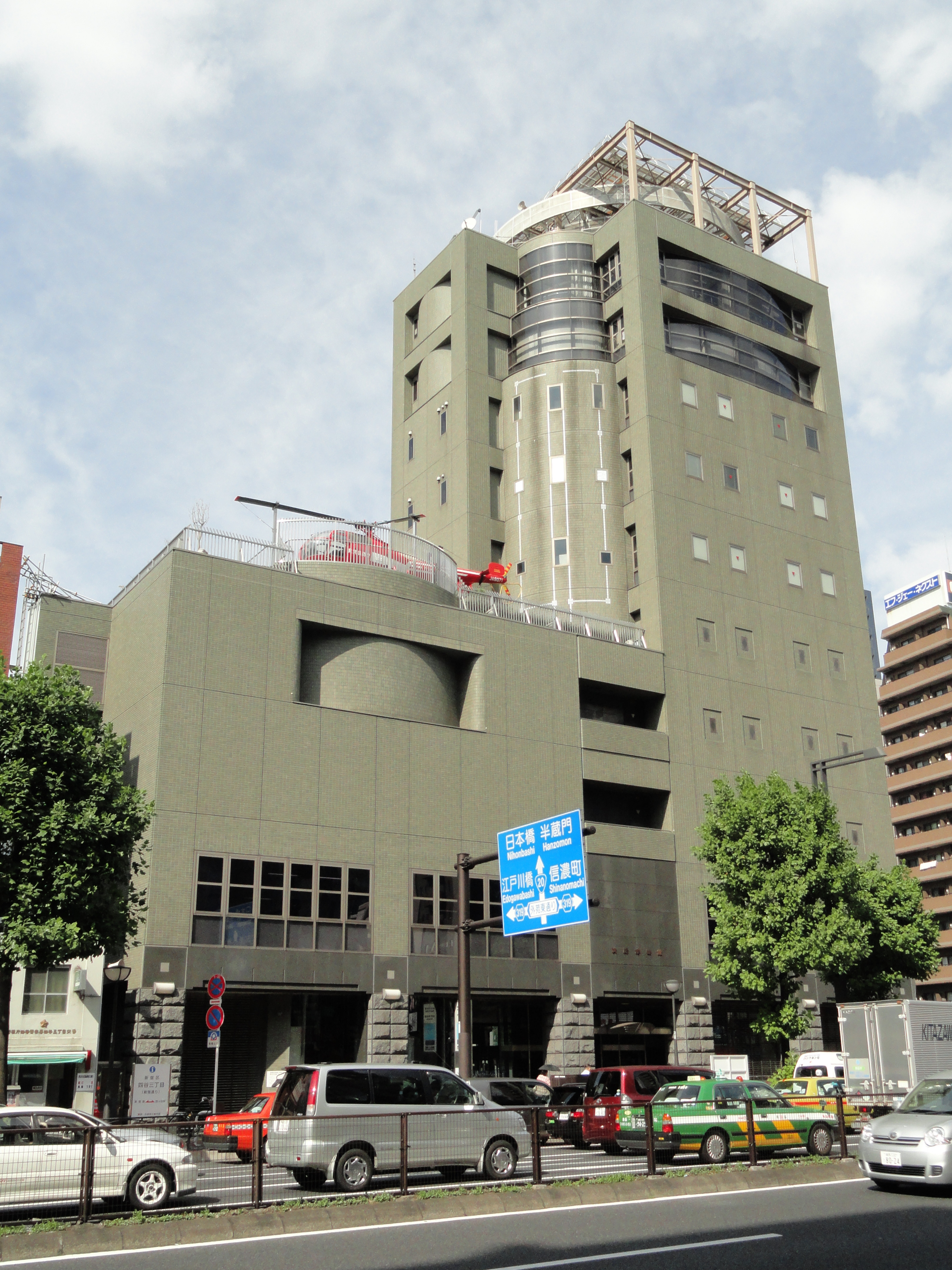
消防博物館側面図
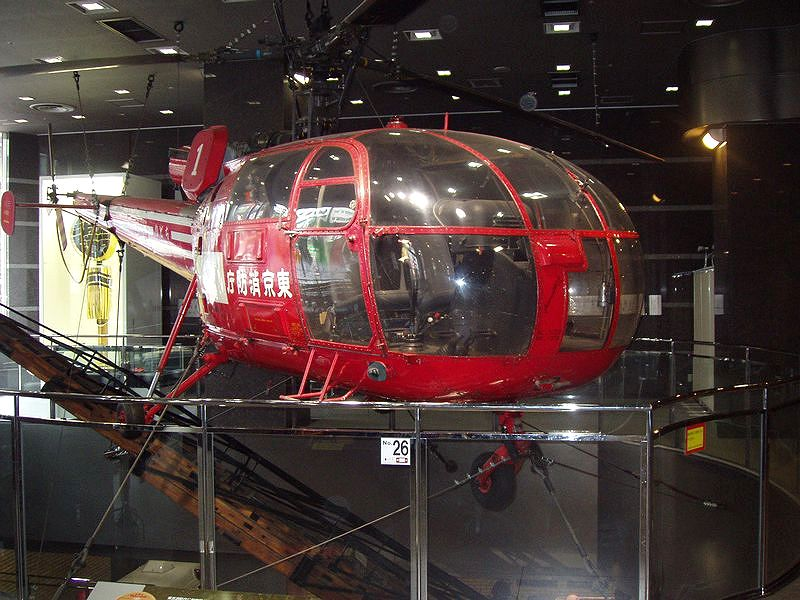
消防ヘリコプター「ちどり」（2009年2月19日撮影）
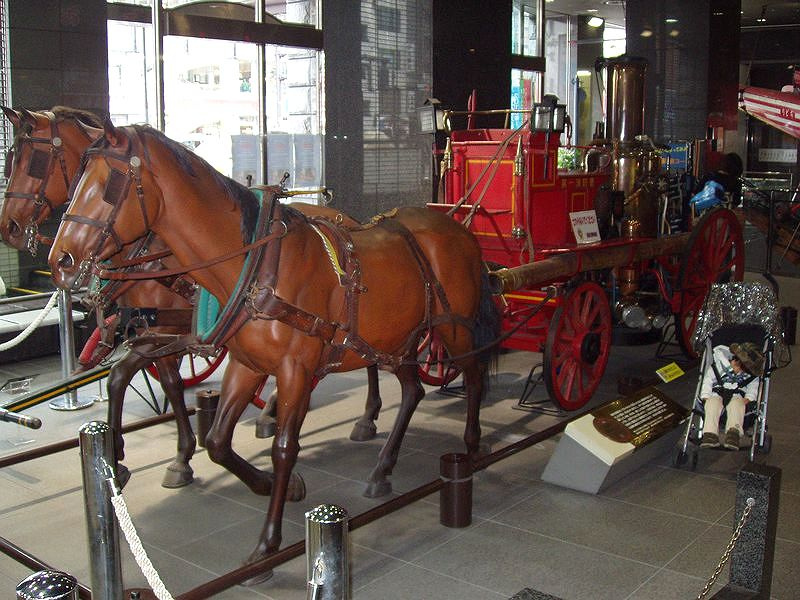
明治時代の馬牽き蒸気ポンプ（2009年2月19日撮影）
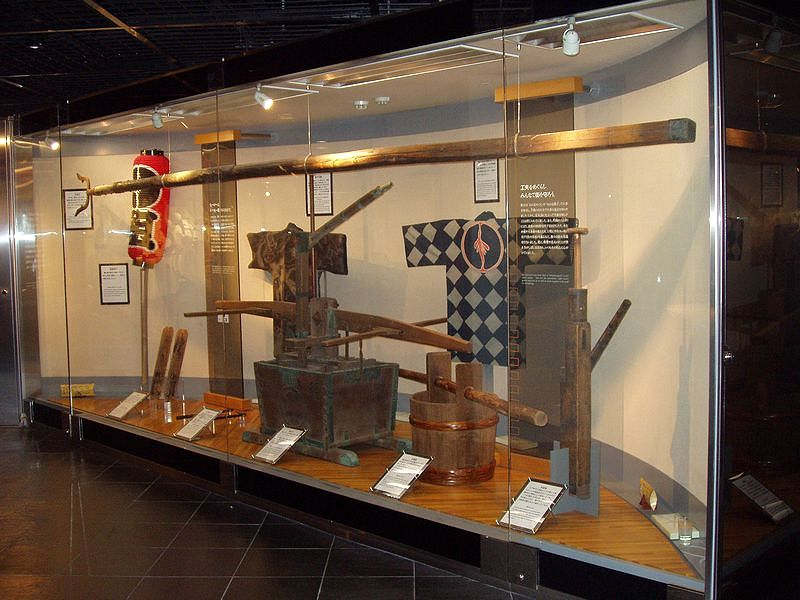
江戸時代の火消しの道具（2009年2月19日撮影）
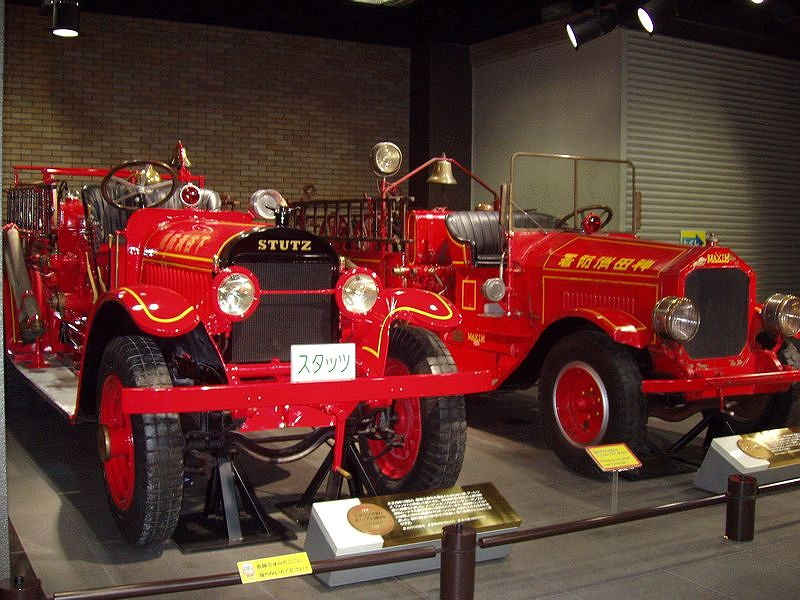
スタッツ消防ポンプ自動車（2009年2月19日撮影）
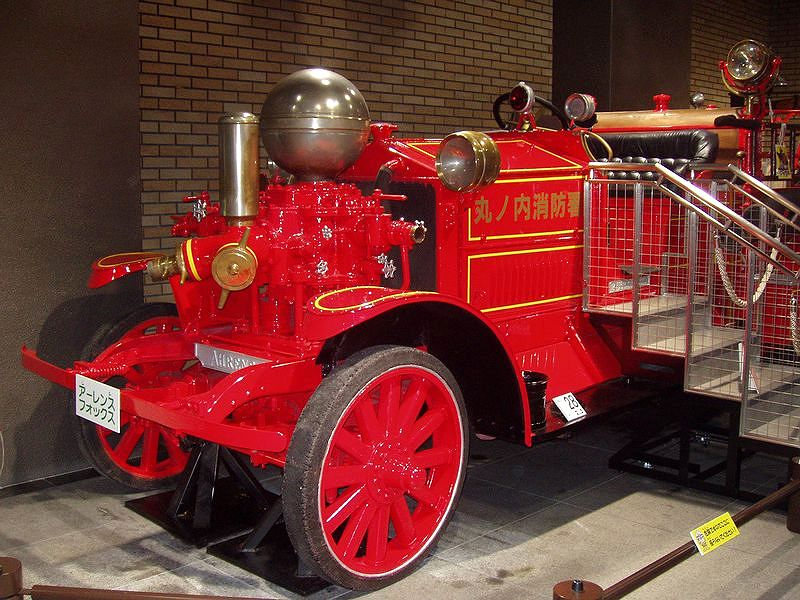
アーレンス フォックス消防ポンプ自動車（2009年2月19日撮影）
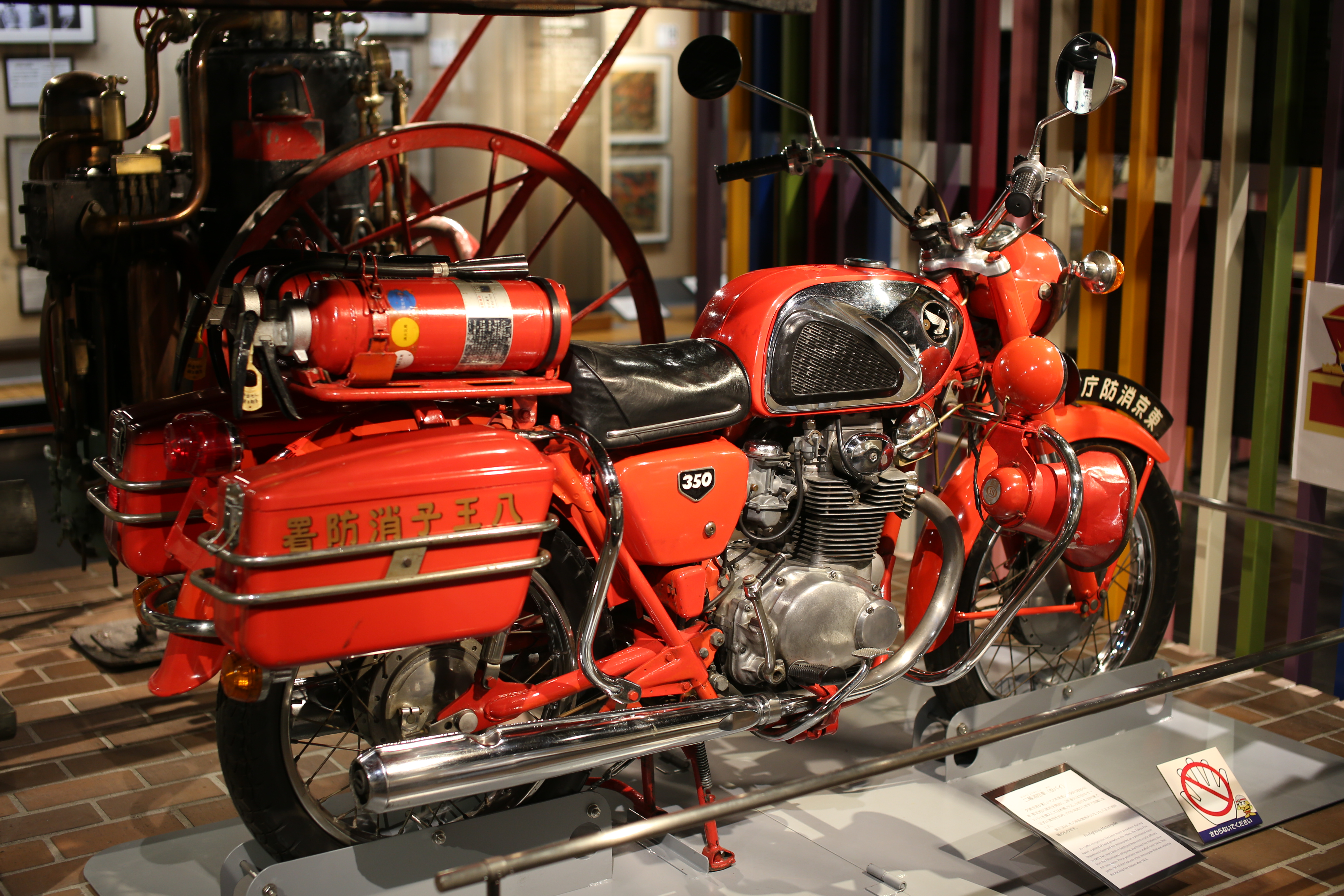
赤バイ
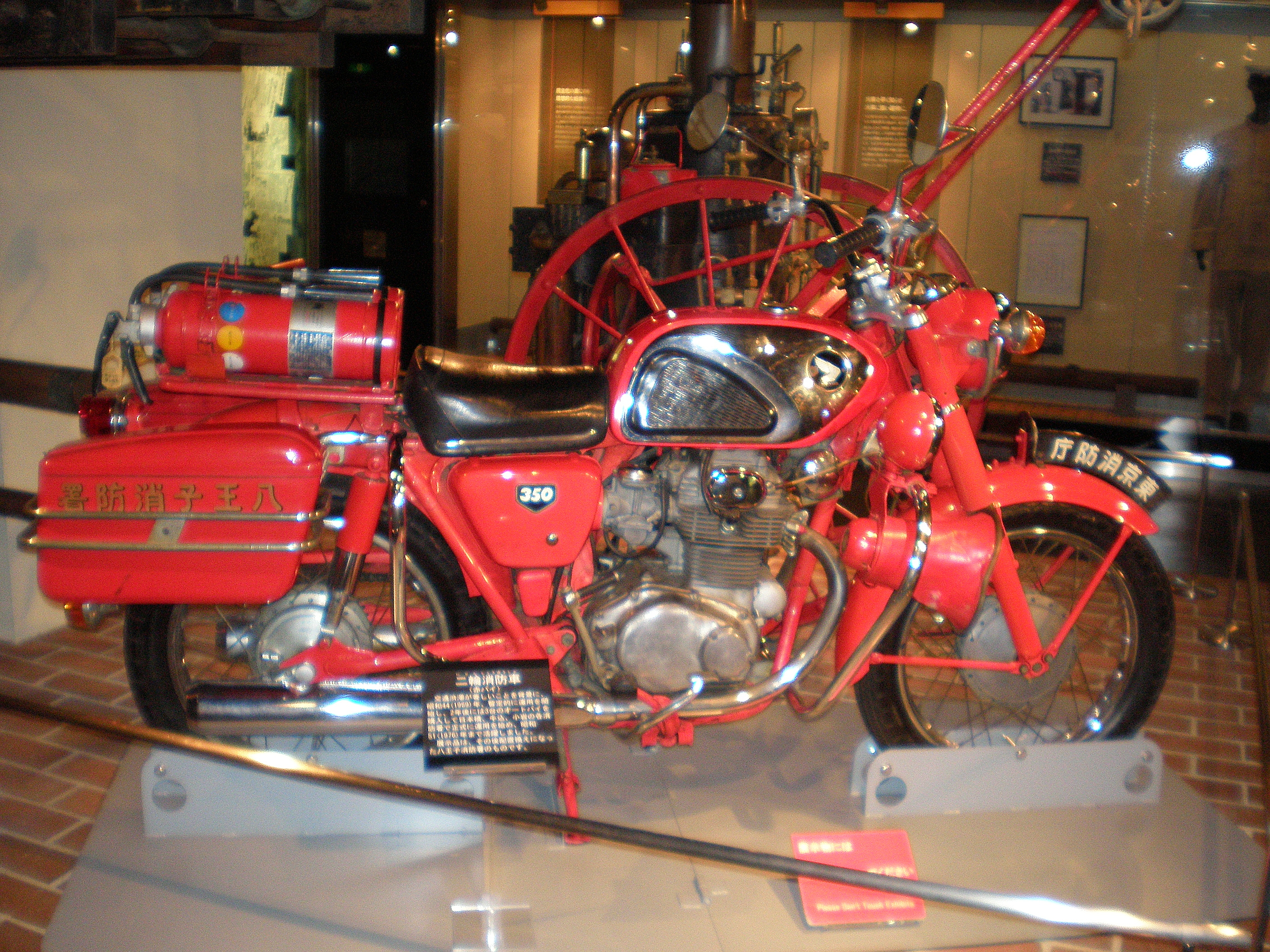
赤バイ